# Blood Night: The Legend of Mary Hatchet
Blood Night: The Legend of Mary Hatchet es una película estadounidense de 2007 escrita y dirigida por Frank Sabatella.

## Trama
Un grupo de adolescentes celebran el aniversario de la muerte de Mary Hatchet y de repente se encuentran cara a cara con las realidades de esta leyenda urbana.

## Elenco
- Bill Moseley como Graveyard Gus.
- Danielle Harris como Alissa Giordano.
- Nate Dushku como Alex.
- Samantha Facchi como Mary "Hatchet" Mattock.
- Anthony Marks como Chris.
- Billy Magnussen como Eric.
- Alissa Dean como Nichole.
- Maryam Basir como Jen.
- Samantha Hahn como Lanie.
- Michael Wartella como Gibbz.
- Patricia Raven como Joven Mary Mattock.
- Connor Fox como Katz.
- Russel Lewis como Tim.
- Rich Ceraulo como Corey.
- Garett Neil Stevens como Huey.
- Josh Segarra como Tyler.
- Samantha Jacobs como Jessica.
- Sal Rendino como Bob Mattock.
- Nancy Malleo como Linda Mattock.

## Producción
La película está basada en la leyenda de Mary Hatchet, una popular historia de Long Island con diferentes versiones. El guion original fue escrito por Frank Sabatella y Elke Blasi. Filmaron la película en Jersey City, Long Island, Manhattan y Nueva York. La película se estrenó el 22 de agosto de 2008.

## Lanzamiento
La película fue lanzada en una edición limitada de DVD en 2009.